# 大甲歷史

## 地名起源[1]
關於大甲之名的起源，存在兩種說法：
- 河洛話的大甲類似道卡斯(TAOKAS)的譯音，源於當時外來的漢人對以當地道卡斯族稱呼此地地名，而由此推斷部分學者認為大甲為道卡斯族的大本營。
- 源於易經拆字學所帶來的不同說法，「大」- 「大字頭出天，兩腳八字開」；「甲」- 「甲字成田，帶有尾」。

## 行政區劃變更[2][3][4]
| 起訖年份  | 行政區       |
| 1661-1664 | 承天府天興縣 |
| 1664-1684 | 承天府天興州 |

| 起訖年份  | 行政區               |
| 1684-1723 | 臺灣府諸羅縣         |
| 1723-1812 | 臺灣府淡水廳         |
| 1812-1876 | 臺灣府淡水廳大甲堡   |
| 1876-1887 | 臺北府新竹縣竹南四堡 |
| 1887-1895 | 臺灣府苗栗縣苗栗三堡 |

| 起訖年份  | 行政區                         |
| 1895      | 臺灣縣苗栗支廳                 |
| 1895-1896 | 臺灣民政支部苗栗出張所         |
| 1896-1897 | 台中縣苗栗支廳                 |
| 1897-1898 | 新竹縣大甲辨務署第三堡         |
| 1898-1901 | 臺中縣大甲辨務署苗栗三堡       |
| 1901-1909 | 苗栗廳大甲支廳大甲區、五里牌區 |
| 1909-1920 | 臺中廳大甲支廳大甲區、五里牌區 |
| 1920-1945 | 臺中州大甲郡大甲街             |

| 起訖年份   | 行政區             |
| 1945-1950  | 臺中縣大甲區大甲鎮 |
| 1950－2010 | 臺中縣大甲鎮       |
| 2010－     | 臺中市大甲區       |

## 歷史紀實

### 史前時期
大甲地區為平埔族道卡斯族主要活動範圍，屬於蓬山八社聚落中的大甲西社、大甲東社、日南社與雙寮社 。根據考古所發現的史前遺址，大甲地區最早史前文化為距今4000~3000年前，屬於新石器時代牛罵頭文化的麻路頭遺址與水源地遺址；接著為距今3500~2000年前屬於新石器時代後期的營埔文化之麻路頭遺址、水源地遺址與鐵砧山平頂遺址；最後則是距今2000~400年鐵器時代番仔園文化的番仔園遺址。

### 明鄭時期
漢族移墾大甲，據淡水廳志記載，明永曆19年（1665年），諮議參軍陳永華請設屯田制，於是鄭經屯軍大甲溪，北上開拓大甲之地，是年於大甲社置通事，負責與原住民接觸。永曆24年（1670年）鄭經命右武衛劉國軒出鎮半線，劉國軒命副將駐大甲鐵砧山，經略蓬山八社。大甲地區之平埔族與漢人較大規模的正式接觸始於此，不過此時閩粵移民尚未在此長期定居，到大甲的漢人只是通事或社商，一直到滿清入臺，人口相當稀少。

### 清朝階段
康熙40年（1701年）有大批漢人一自鹿港北進，一從大安港上岸移入本區求生，其中閩籍有林、張二姓，粵籍有邱姓（邱太三即其後人）率眾開墾九張犁、日南、大安及鐵砧山腳等荒埔，至此大甲地區因開墾而日漸發展，到康熙45年大甲已形成一小型市街。雍正12年（1734年）林成祖自中國大陸來臺定居大甲拓地，歲入穀萬石，對本地區開發貢獻頗大。

## 參

### 一

#### 林爽文之亂
乾隆五十二年（1787年）6月8日淡水同知徐夢麟棄彰化而守大甲，參贊藍元枚命守備潘國材率兵六百人前來大甲增援。徐鼎士領兵一千八百人來援，結營於大甲溪北，並鑄砲二百餘座，使大甲成為中臺灣清兵攻剿林爽文之亂的大本營。

#### 大甲城的興建

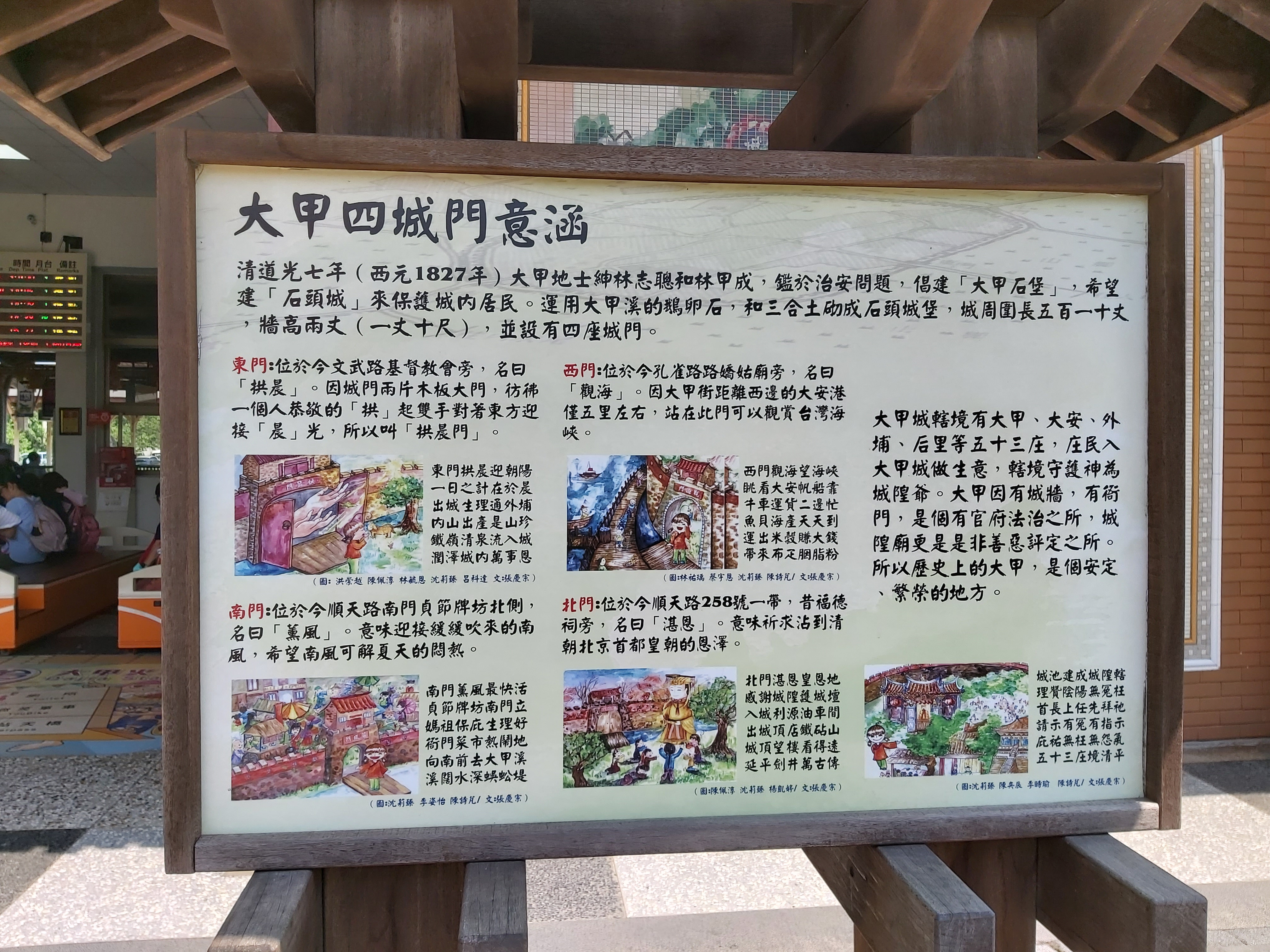
大甲車站前的古城解說牌

道光七年（1827年），大甲人口驟增，車馬輻輳，紳民發起捐建大甲城，周圍510丈設門。同年將竹塹營守備移駐大甲，大甲設有守備，千總，把總衙門各一座，竹塹以南，彰化以北全歸大甲守備節制。

#### 大安之役與鴉片戰爭
道光二十年（1840年）鴉片戰爭爆發，英國商船及戰艦航行在中國南方與東方海域之間行經台海，台灣地方官員臺灣兵備道姚瑩、台灣鎮達洪阿、台灣府淡水撫民同知曹謹等人奏報以英船出沒臺海為由，請求調撥經費以籌佈署。其時，協防臺灣有淡水同知曹謹、署鹿港同知魏瀛、澎湖通判范學恒，彰化知縣黃開基，台灣北路協副將關桂，游擊安定邦等人一致認為大甲地位重要，須增強力量。
大甲街兵力配置有大甲中軍守備何必捷，千總何建忠，把總翁標桂，並駐兵丁二百人，作為大安港的後盾。大安港兵力重在大砲、鳥銃、長槍，籐牌短刀均缺乏，大甲巡檢劉其鐘帶鄉勇一百名協助。台灣地方官員在1841年底–1842年初數度奏報英船窺伺大安港，有強行登陸之勢，竹塹名士鄭用錫知聞大甲沿海告急，自募兵百餘人前往大甲，參加大安港防禦工作。
1842年3月8日怡和洋行的雙桅商船「阿吶」（Brig Ann，又譯作「阿恩」號）自舟山攜帶財貨啟航前往澳門，9日傍晚天氣突變，狂風驟雨、濃霧瀰漫，「阿吶」號被吹離航線，誤觸暗礁。歷經整日風雨飄搖，船身嚴重損毀，船尾沖失、桅杆斷折，至11日清晨「阿吶」號漂流於臺灣西岸洋面擱淺，因風浪日強，情勢危急，船長顛林（F. A. Denham）下令趁退潮棄船登岸。初與當地漁民商議救難接駁船隻，未久便遭岸上聞訊集結而來數百至數千之全副武裝當地民勇成群包圍並投擲石塊攻擊，其後台灣鎮達洪阿派遣地方民勇及兵士加入攻擊行動。雙方僵持數小時後，顛林船長下令「阿吶」號船員主動棄械投降。隨後數百官民一擁而上，對54名船難倖存者毒打凌虐，於寒風中被強迫脫去身上衣物，遭重枷繫身綁赴淡水廳治（位在今新竹），而船上所裝載貨物與船員個人財物亦遭掠奪殆盡。台灣地方官員向道光帝妄奏擊沉英艦、擊殺俘虜英軍戰功捷報，是為大安之役。
數月前1841年9月由香港開往舟山的英國雙桅運輸船「吶爾不噠」（Nerbudda，又譯作「納爾不達」號），遭遇大風激浪，桅杆斷折，於26日漂流至臺灣雞籠洋面。船上的船長、軍官及戰隊與私人僕役共34人乘坐救生艇逃生，於10月6日獲英籍商船救助返抵香港，而船上的二百餘名印度船工遭棄置擱淺船上自生自滅。滯留雞籠灣5日之後，剩餘的船工製造木筏逃生，一些人溺斃，另一些為地方海盜搶掠者所殺，其餘共133名為當地政府及民勇擒獲，連同後來的「阿吶」號被俘的54名船難倖存者，被分成小隊徒步押解至台灣府。
這兩次擊殺與俘虜船難倖存者，連同英船隨後派遣的海難搜救船、先前兩次英船在台灣港口外出沒即離開，台灣地方官員都謊報戰功擊退英夷，台灣道姚瑩自誇：「夷人五犯台灣，不得一利，兩擊走，一潛遁，兩破其舟，擒其眾而斬之」，而道光帝在捷報上批示「可稱一快，甚屬可嘉」、「連獲勝仗，甚屬可嘉」、「大快人心」、「稍舒積忿」、「全賴爾等智勇兼施，為國宣威；朕嘉悅之懷，筆難罄述」，賞達洪阿太子太保、姚瑩二品頂戴。
在俘虜期間，有八十多人不堪虐待而死亡。道光帝於次年1842年5月14日下令將俘虜處斬，8月9日至13日，共139名俘虜於台灣府被斬首，其中有10名西方人（其他西方及臺灣文獻及著作都認為兩船總共有197名俘虜被斬首）。最後只有「阿吶號」船長顛林，8名「阿吶」號人員（包括兩名漢人）與兩名「吶爾不噠」號水手等11人倖免，並於10月29日送往廈門釋放。據戰後欽差大臣閩浙總督怡良調查，此皆為台灣地方官員謊報戰功，雙方實未交戰，英船亦非戰鬥人員。

##### 清方記載
道光廿二年正月二十四日英船「阿吶」(Brig Ann，又譯作「阿恩」號)至梧棲港（今台中港）探訪後，在外洋滯留。因水師實力不如英方，台灣鎮達洪阿通知淡水與鹿港等地守兵嚴加戒備，令其不得與英國進行海戰，並決定誘敵入台灣內陸河川擱淺。
正月三十日，阿吶號想從位於台灣中部大安溪的大安港上岸，清軍於是派數艘漁船誘導其入河內多礁處。英軍因不諳地勢，隨後於大安溪中段處擱淺。達洪阿即派兵前往伏擊，最後英船被擊沉，數十名英國人被殺。另外尚有十八名英國軍官，一名紅人（印地安人），三十名印度人，五名廣東、九龍人遭俘虜，清軍並在船上擄獲11門大砲等兵器，及該英艦先前於中國長江海戰獲得的少數中國戰利品。

##### 英方記載
臺灣學者章瑄文『綜合「阿吶」號當事人與戰時其他英國軍士於事後出版之記錄，則該船於1842年3月8日（道光廿二年正月廿七日）自舟山攜帶財貨起錨南駛，目的地為澳門。該船有57人，包括34名印度人，14名歐美人，5名華人及4名馬來亞或新加坡人。途中船長顛林見風勢順暢，甚至計畫於泉州、廈門稍事停留進行補給。然自9日傍晚起風勢轉強，大雨驟起，濃霧中海面能見度極低，「阿吶」號遂逐漸偏離原訂航線，終至誤觸暗礁。其後「阿吶」號經歷一整日風雨飄搖，乃於3月11日（正月卅日）清晨擱淺於臺灣洋面，當時船員雖試圖搶救武器財貨，然因船身已遭嚴重損毀，船尾沖失、桅杆斷折，尤其火礮彈藥幾乎已全數不堪使用；眼看風浪日強，情勢危急，船長乃決定趁退潮之際棄船登岸尋找接駁船隻，俾能早日離開此地前往泉州，稍早船員中尚有人認為船隻係擱淺於烏坵嶼 (OcKseu)，直至天色大明，才自岸邊景況判斷自己身處福爾摩沙島北方淡水與雞籠之間海岸。此時船上成員中已有一名印度水手與一名中國看銀師先是遭海潮沖走，繼而 為臺灣官方俘虜。其餘船員遂於11日早晨七時左右，攜帶少許僅存武器、羅盤、望遠鏡與糧食衣物，棄船往東北行進。一行人沿水深及膝淺灘上行未久，越過沙洲，便發現一淺水小灣，當時灣中有四艘滿載米穀之舢舨，船上漁民友善招呼英人前往，「阿吶」號船員乃請中國籍木匠與看銀師擔任翻譯，登船與船夫溝通，表示願以三千元酬勞重金雇用其中兩艘船將英人帶往泉州。船夫起初表示，若風向配合，則願意考慮，並友善招待英人享用餐食；英人特別指出，此時雙方並未發生任何衝突。此時天又下雨，英人全身濕透，狼狽不堪。肐哩乃感嘆自身處境：「身處敵人的土地上，卻沒有任何武裝可供自保」。隨即英人便遭小灣北方岸上聞訊集結而來之全副武裝官民成群包圍並投擲石塊攻擊，人數有數百至數千不等，其後更有一名乘轎官員帶領一隊兵士抵達堤岸加入攻擊行動。雙方僵持數小時後，顛林船長見勢不可為，遂令「阿吶」號船員主動棄械投降。孰料隨後數百官民一擁而上，對毫無還擊能力之船員施以毒打淩虐，並威脅將之殺害。水手們非但於寒風中被強迫脫去身上衣物，而後更遭重枷繫身綁赴淡水廳治，而「阿吶」號船上所裝載貨物與船員個人財物亦遭一干兵民掠奪殆盡』。

#### 戴潮春事件
同治元年（1862年），戴潮春命將攻陷大甲，臺灣南北交通因此中斷。清軍急調數路援軍，竹塹的林占梅，翁仔社的羅冠英，噶瑪蘭的屯勇。是年五月大甲城被清軍奪回，為戴潮春所占的彰化城益形孤立，於是戴潮春急調大軍圍攻大甲，於大甲激戰數日。1863年正月，戴潮春主力在大甲慘敗後，其根據地亦無法防守，最後失敗。

### 日治時期
1895年6月24日，日本吉野艦砲轟大安港及大甲郊外三里處，鎮民震驚。7月4日，凌晨三時許，日大隊再攻大甲，湯人貴領軍相峙，徐驤由側突擊，日軍稍退。時李惟義軍撤至大甲街，築壘備戰。臺民偽裝敵兵突入大甲，惟義再撤退。鄉民具酒食迎日軍。黃海、吳朝宗、謝漢秋、朱麗等鄉紳前往大安港迎日軍進北門，大甲街遂淪於日軍之手。
1896年，大甲鎮瀾宮充作日軍衛戍醫院。日商人成井元齡以日本草帽教苑裡西勢庄女子洪鴦用藺草模仿編織，名「大甲草帽」，鄰近因相仿效編織。1897年，黃海任大甲街長，朱麗任副街長。

### 中華民國時期
1945年8月15日，日本宣佈投降，中華民國接管臺灣，臺人聞之欣喜，在大甲民間知悉時，最大感覺即「空襲、掃射」結束，天空歸於平靜，但經常有臺人毆打日人的事件。日本宣佈投降後，日本人被管制集結，準備被遣送回日，許多百姓明目張膽侵入日籍教師寓所，竊取財物；大甲的日人到臺中市集合，坐火車到基隆。
1946年1月，公布鄉鎮組織規程草案，改「庄、街」為「鄉、鎮」，並定里名。3月大甲家政女學校改稱為大甲女子家政學校，郭朝輝接收並任校長，4月18日又改為臺中縣立大甲初級中學（今國立大甲高級中學），11月陳炘籌組的臺灣株式會社改名為臺灣信託公司。2010年12月25日，因臺中縣市合併升格為直轄市，大甲鎮改為大甲區。

## 歷史遺址/建築

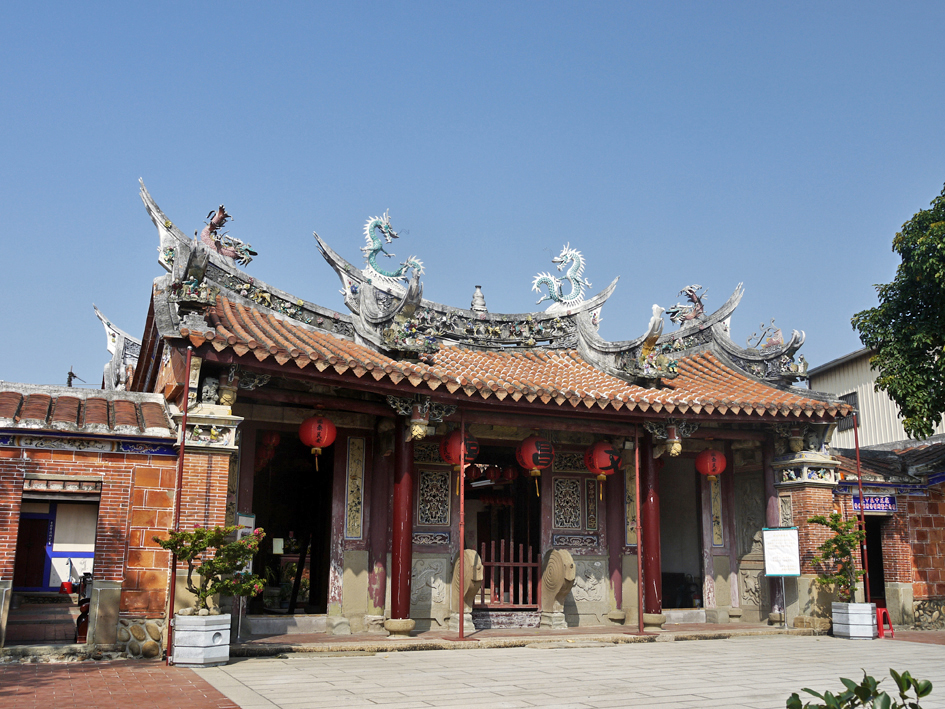
大甲文昌祠

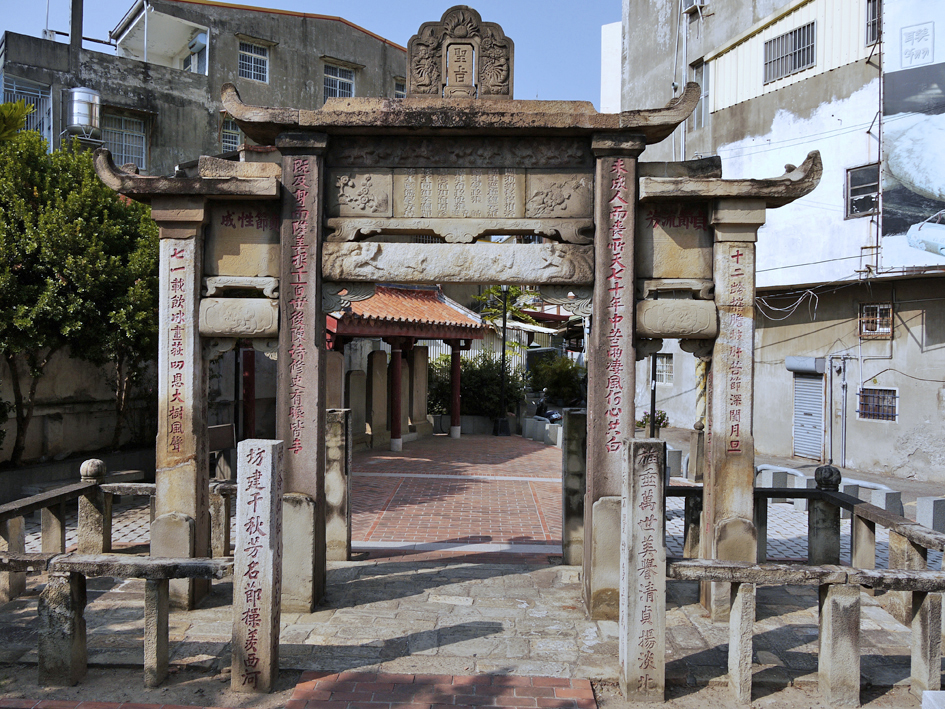
大甲林氏貞孝坊

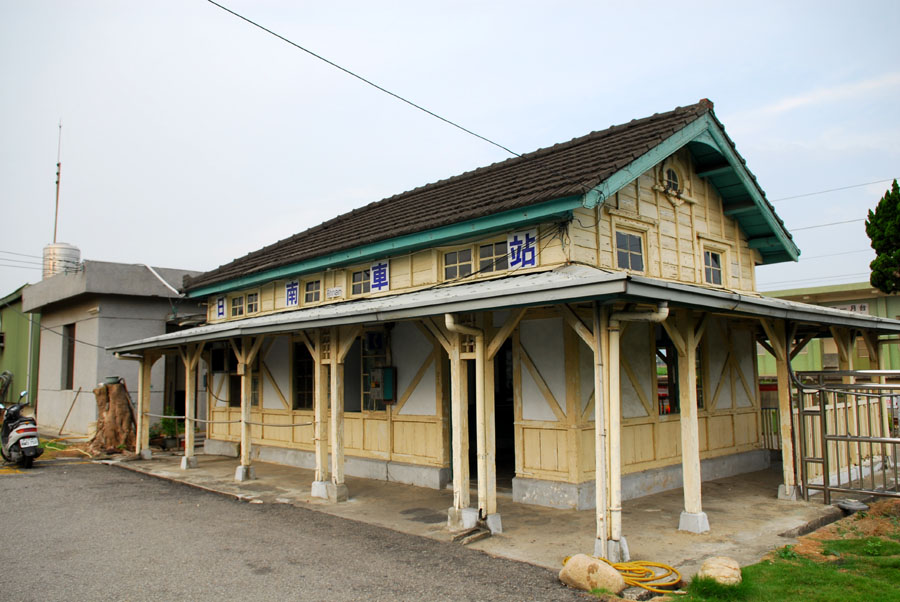
日南車站

### 史前遺址
- 番仔園遺址
- 鐵砧山平頂遺址：約三千年前，該遺址位於忠烈祠後約100公尺，留下石器與陶器，其遺址被稱為平頂遺址，頗類大肚營埔文化。
- 水源地遺址：在大甲鎮中山里（今水源地營房東側）緊臨水尾溪北側斷崖上，遺址在水源東北約150公尺，其地部分屬外埔鄉。
- 麻路頭遺址：在大甲東南方，傍水尾溪南岸，距溪水不到100公尺。

### 歷史建築
- 大甲文昌祠
- 林氏貞孝坊
- 日南車站

## 資料來源
1. 1 2  李安娜等. . 臺灣臺中: 臺中縣大甲鎮公所. 2004-03-23: 11  [2016-10-02]. （原始内容存档于2016-08-24） （中文（臺灣））.
2. ↑  陳明終等.  (PDF). 臺灣臺中: 鐵砧山青年社. 1981-08: 1687–1770  [2016-10-02]. （原始内容 (PDF)存档于2015-04-03） （中文（臺灣））.
3. ↑  韋煙灶.  (PDF).   [2016-10-02]. （原始内容存档 (PDF)于2016-10-02） （中文（臺灣））.
4. ↑  內政部民政司. . 內政部民政司.   [2016-10-02]. （原始内容存档于2017-02-02） （中文（臺灣））.
5. ↑  國立自然科學博物館 、數位典藏國家型科技計畫. . 國立自然科學博物館 、數位典藏國家型科技計畫.   [2016-10-02]. （原始内容存档于2017-01-11） （中文（臺灣））.
6. ↑  陳政三. .  初版. 台北: 五南圖書. 2014年1月: 46–47. ISBN 978-957-11-7406-8.

- 陳文德、莊順源：〈大甲之開闢與沿革〉，《大甲風貌》，頁53-54。